# Leciñena
Leciñena (aragónul Lecinyena) település Spanyolországban,  Zaragoza tartományban. Leciñena Zuera, San Mateo de Gállego, Gurrea de Gállego, Almudévar, Tardienta, Torralba de Aragón, Robres, Alcubierre és Perdiguera községekkel határos. Lakosainak száma 1090 fő (2024).

## Népesség
A település népessége az utóbbi években az alábbiak szerint változott:
| Lakosok száma | 1338 | 1280 | 1291 | 1299 | 1306 | 1234 | 1199 | 1155 | 1116 | 1090 |
|               | 2001 | 2004 | 2007 | 2009 | 2012 | 2014 | 2017 | 2019 | 2022 | 2024 |